# Église des Piaristes (Cracovie)
L'église Piariste ou église de la Transfiguration (en polonais Kościół Przemienienia Pańskiego) à Cracovie est une église catholique située à la limite nord de la vieille ville de Cracovie près de la porte Florian. Elle ferme la rue Św. Jana au nord.

## Histoire
L'église a été construite avec le monastère piariste qui lui appartient dans les années 1718 à 1728 dans le style baroque tardif par Kacper Bażanka. La façade a été remaniée par Francesco Placidi de 1759 à 1761. Les fresques rococo remontent à Franz Gregor Ignaz Eckstein et Józef Piltz, qui les peignit vers 1733. Le cœur de Stanisław Konarski a été enterré dans l'église. Son buste se dresse devant l'entrée.

## Galerie

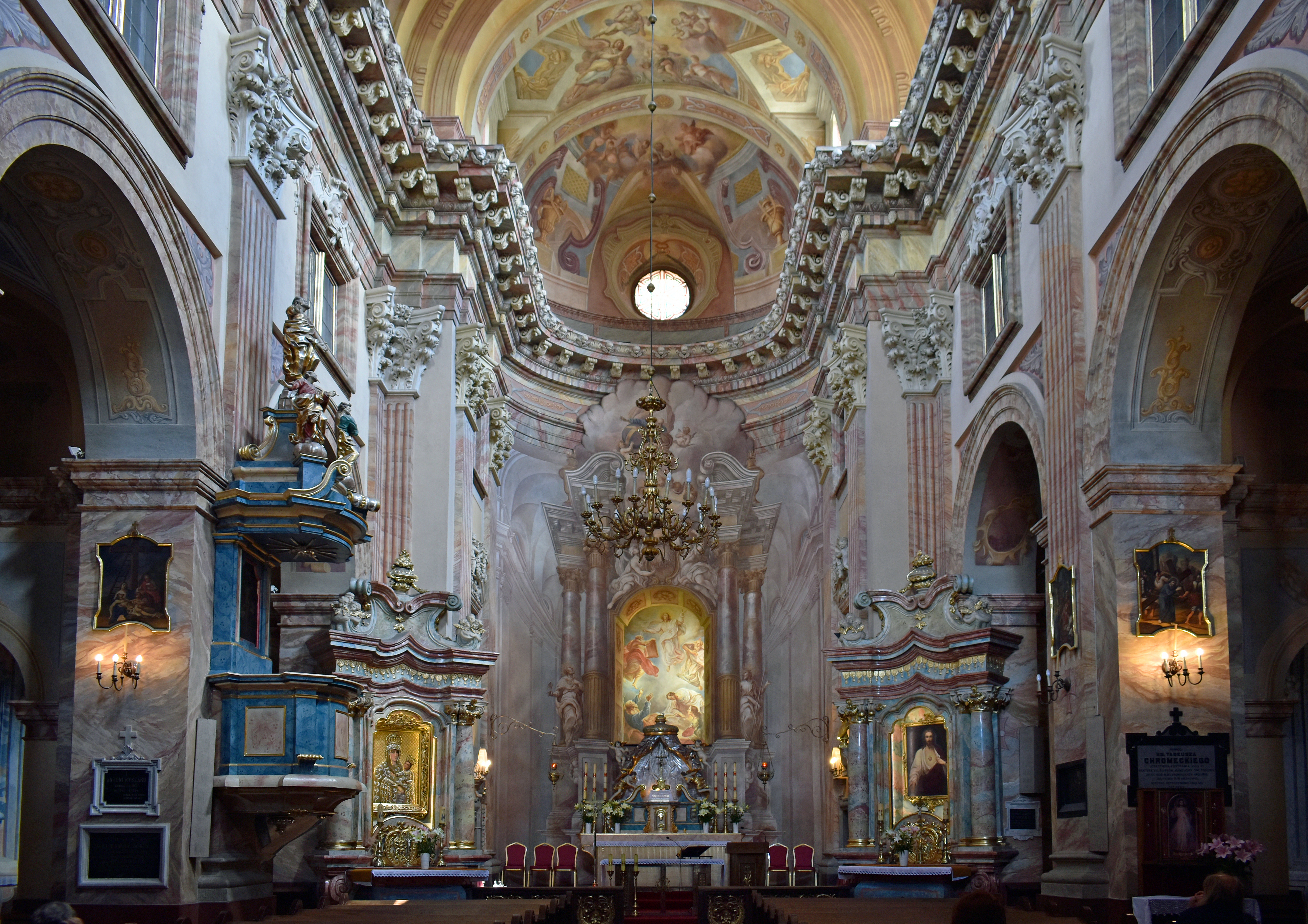
Intérieur
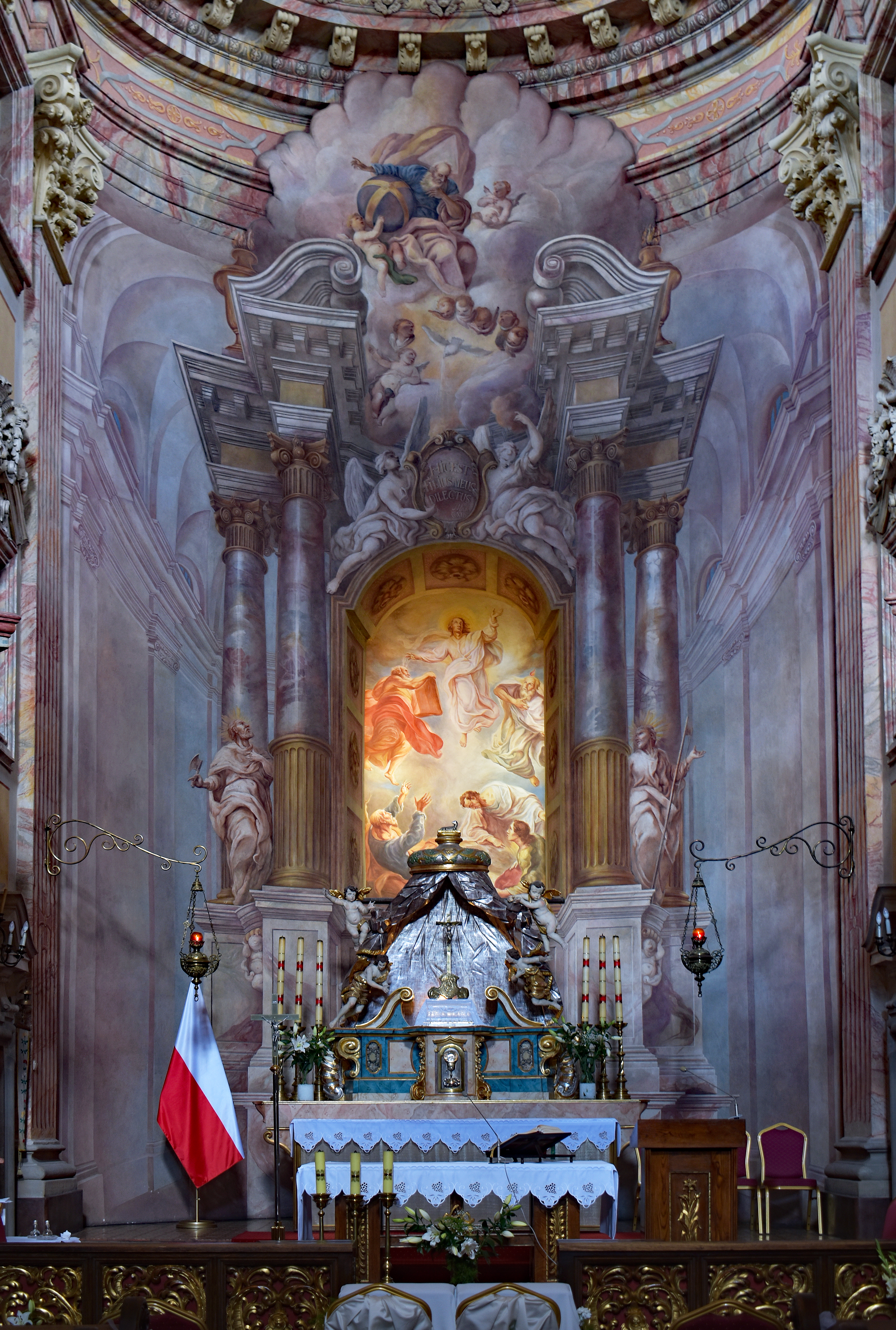
Autel principal
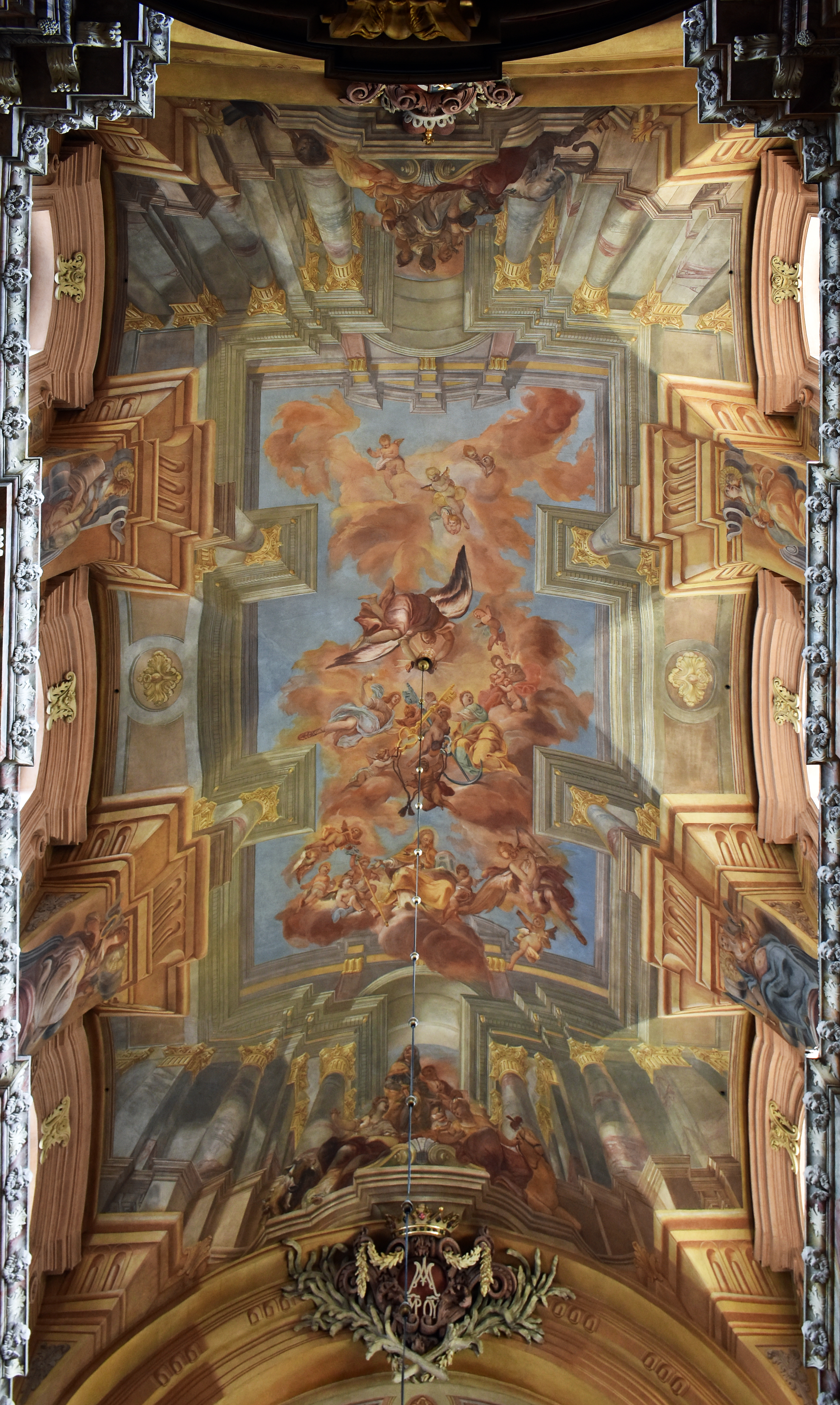
Voûte
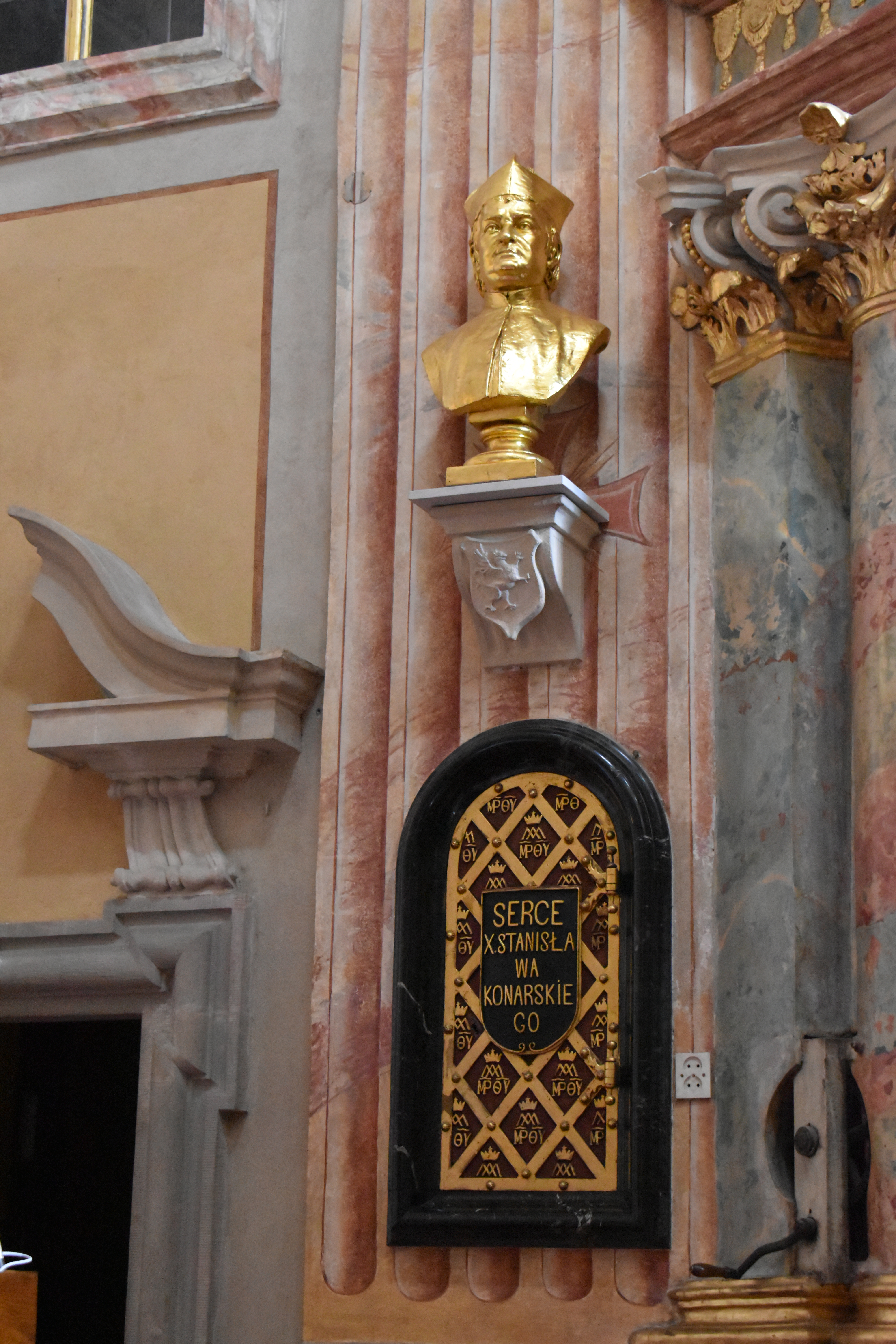
Le cœur de Stanisław Konarski
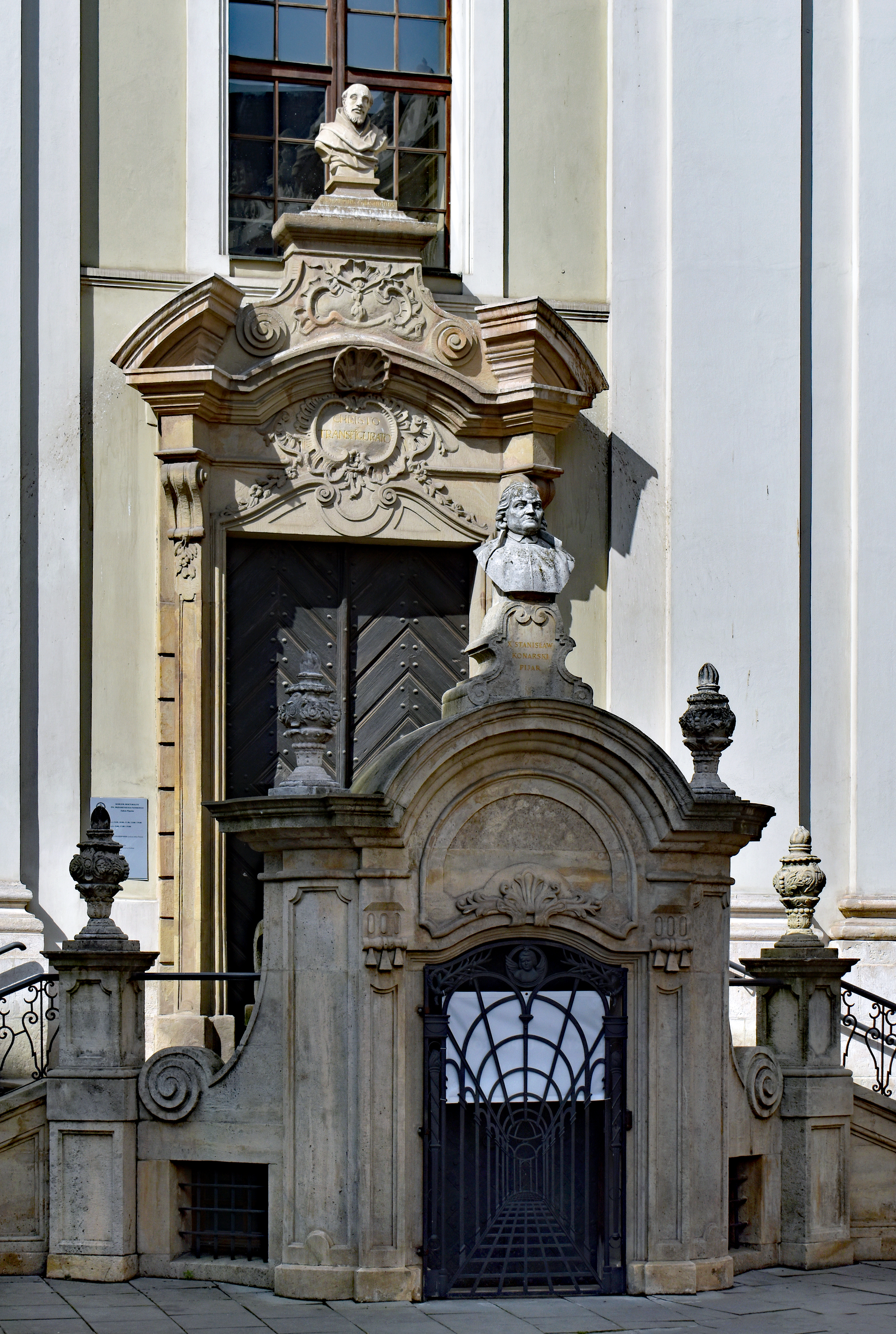
Entrée de l’église ainsi que les bustes de Stanisław Konarski et de saint Joseph Calasanz (au-dessus).